# Castiglione di Garfagnana
Castiglione di Garfagnana là một đô thị và thị xã của Ý. Đô thị này thuộc tỉnh Lucca trong vùng Toscana. Castiglione di Garfagnana có diện tích km2, dân số theo ước tính năm 2005 của Viện thống kê quốc gia Ý là người. 
Các đơn vị dân cư:
Đô thị Castiglione di Garfagnana giáp với các đô thị: